# Initiative populaire « pour une politique raisonnable en matière de drogue »
L'initiative populaire « Pour une politique raisonnable en matière de drogue » appelée « initiative Droleg », est une initiative populaire suisse, rejetée par le peuple et les cantons le 29 novembre 1998.

## Contenu
L'initiative propose d'ajouter deux articles 32septies et 32octies à la Constitution fédérale dépénalisant la consommation, la culture, la possession ou l'achat de stupéfiants. Selon l'initiative, ces stupéfiants pourront être vendus par des commerces disposant d'une concession ad-hoc et seront imposés.
Le texte complet de l'initiative peut être consulté sur le site de la Chancellerie fédérale.

## Déroulement

### Contexte historique
Les premières lois sur les stupéfiants en Suisse datent respectivement du 2 octobre 1924 (en conformité avec la Convention internationale de l'opium signée en 1912) et du 3 octobre 1951. Cependant, les premiers problèmes sérieux liés à la consommation de drogues telles que l'héroïne ou la cocaïne datent du début des années 1970.
Devant cette nouvelle situation et afin de respecter les nouvelles conventions internationales, une révision de la loi sur les stupéfiants est approuvée le 20 mars 1975 ; cette modification prévoit en particulier d'apporter une aide aux toxicomanes, y compris via des produits de substitution, ainsi qu'un renforcement des mesures pénales contre le trafic illégal.
En 1991, le Conseil fédéral présente une nouvelle stratégie de lutte contre les problèmes liés à la drogue ; cette stratégie est dite « des quatre piliers », à savoir : la répression et le contrôle de la production, du commerce et de la consommation, la prévention afin d'éviter l'apparition de nouveaux consommateurs, la thérapie des personnes dépendantes et la réduction des dommages et l'aide à la survie pour les toxicomanes. L'année suivante, un groupe hétéroclite dépose une initiative intitulée « Jeunesse sans drogue » qui dénonce cette stratégie et en propose une autre strictement basée sur l'abstinence et la lutte contre le trafic et le commerce de drogue ; cette initiative est rejetée le 28 septembre 1997.

### Récolte des signatures et dépôt de l'initiative
La récolte des 100 000 signatures nécessaires débute le 15 décembre 1992. Le 22 juillet de l'année suivante, l'initiative est déposée à la Chancellerie fédérale, qui constate son aboutissement le 21 septembre.

### Discussions et recommandations des autorités
Le Parlement et le Conseil fédéral recommandent tous deux le rejet de l'initiative. Dans son message aux Chambres fédérales, le Conseil fédéral juge imprévisibles les risques et les conséquences sur la santé publique, sur l'ordre public ainsi que sur le crime organisé qu'auraient les mesures demandées dans l'initiative. De plus, le gouvernement relève que l'acceptation de celle-ci reviendrait à faire cavalier seul au niveau mondial, impliquerait de dénoncer plusieurs engagements et conventions, « et susciterait sans nul doute critique et incompréhension dans le monde entier ».

### Votation
Le 29 novembre 1998, l'initiative est refusée par la totalité des 20 6/2 cantons et par 74,0 % des suffrages exprimés. Le tableau ci-dessous détaille les résultats par canton pour ce vote :

## Effets
Après cette votation, le Conseil fédéral reprend le sujet en main et propose, en 2001, une révision de la loi sur les stupéfiants qui propose en particulier une dépénalisation de la consommation de cannabis, une réglementation de la culture, de la fabrication et du commerce de celui-ci ainsi qu'un renforcement de la protection de la jeunesse ; cette révision est rejetée en 2004 par le Conseil national qui refuse d'entrer en matière sur la dépénalisation.
À la suite de ce refus, une initiative populaire « pour une politique raisonnable en matière de chanvre protégeant efficacement la jeunesse » est lancée pour libéraliser la consommation, la possession, la culture et l'achat de chanvre ; elle est refusée en votation le 30 novembre 2008.